# 布尔多内
布尔多内（法語：Bourdonné，法語發音：[buʁdɔne]）是法国中北部法兰西岛大区伊夫林省的一个市镇，属于芒特拉若利区。 

## 地理
布尔多内（48°45'21"N, 1°39'48"E）面积10.76 平方千米，位于法国法蘭西島大區伊夫林省，该省份为法国北部内陆省份，北起瓦兹河谷省，西接厄尔省，西南接厄尔-卢瓦省，东南接埃松省，东临上塞纳省。
与布尔多内接壤的市镇（或旧市镇、城区）包括：布蒂尼-普鲁艾、韦格尔河畔孔代、达讷马里、冈拜、冈拜瑟伊、莫莱特。

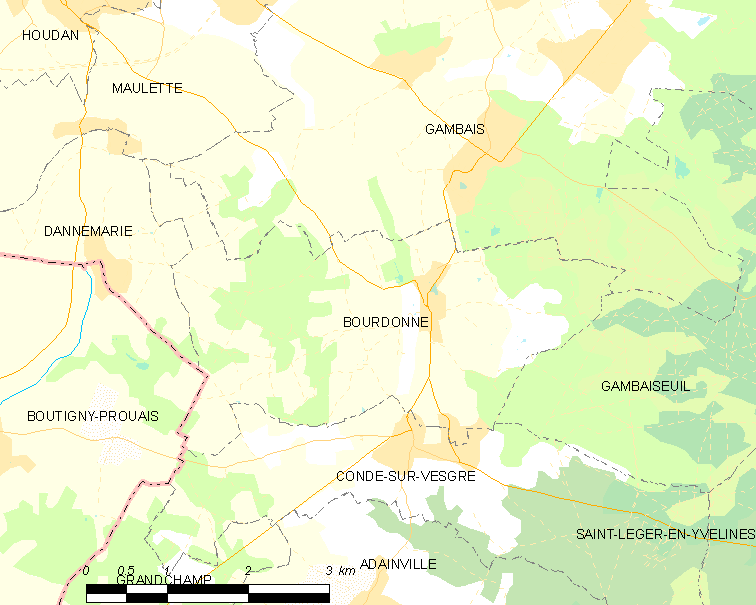
布尔多内的OSM定位图

布尔多内的时区为UTC+01:00、UTC+02:00（夏令时）。

## 行政
布尔多内的邮政编码为78113，INSEE市镇编码为78096。

## 政治
布尔多内所属的省级选区为塞纳河畔博尼耶尔县。

## 人口

1962-2008年间布尔多内人口变化图示

布尔多内于2022年1月1日时的人口数量为506人。